# Carla Cordua
Carla Cordua Sommer (Los Ángeles, Chile, 25 de diciembre de 1925) es una filósofa chilena, autora de una veintena de libros y miembro de la Academia Chilena de la Lengua. Obtuvo el Premio Nacional de Humanidades y Ciencias Sociales en 2011.

## Biografía
Carla Cordua —que nació en Los Ángeles, aunque fue inscrita en Quillota— se crio en el Valle del Aconcagua.
Estudió Filosofía en el Instituto Pedagógico en 1948.
En 1952, viajó a Alemania becada por la Universidad de Chile. Allí profundizó en sus estudios primero en la Universidad de Colonia y después en la de Freiburg.
En esta última casa de estudios se encontraba becado por el gobierno de la República Federal Alemana el también filósofo Roberto Torretti. Ambos chilenos contrajeron matrimonio en 1953 y permanecieron en Friburgo hasta el año siguiente, cuando volvieron a Chile.
En 1956 llegó a Nueva York con su marido, que había obtenido un cargo en las Naciones Unidas.  Al año siguiente, participa en el Congreso Interamericano de Filosofía que se celebra en Washington D.C y conoce al filósofo y teólogo Domingo Marrero, que la invita a enseñar a la Universidad de Puerto Rico, donde trabajará hasta 1961. Cuarenta años más tarde, en 2001, esa institución le conferirá el título de profesora emérita y organizará un simposio en honor suyo y de Torretti.

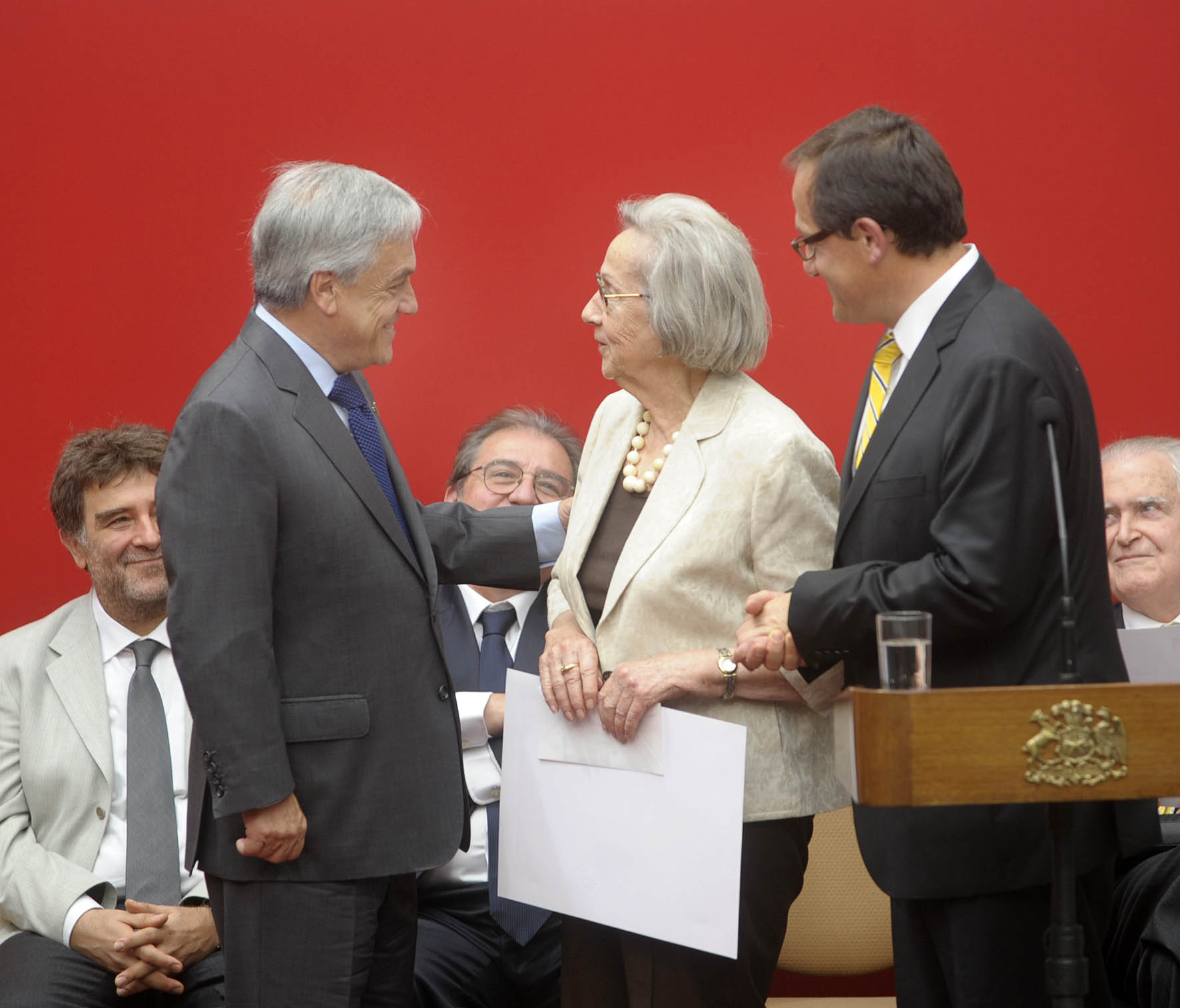
Cordua recibiendo el Premio Nacional de Humanidades.

Ese año de 1961, Cordua regresa a Chile gracias a que David Stitchkin, rector de la Universidad de Concepción, la invita, junto con su marido, a formar parte del Departamento de Filosofía de esa institución.
En 1970 ambos filósofos abandonan Chile nuevamente. Al respecto, Cordua comenta: "Nos fuimos de Chile porque estábamos muy aburridos con la llamada reforma universitaria y las peleas que había el año 70, antes de la elección de Allende. Nos convidaron a pasar un semestre a la Universidad de Puerto Rico. Y nos quedamos 28 años. No vivimos ni la Unidad Popular ni la dictadura militar".
En 1976 obtuvo el grado de doctor en Filosofía por la Universidad Complutense de Madrid bajo la dirección de José María Sánchez de Muniaín Gil. 
Al regresar a Chile definitivamente, hace clases primero en el Instituto de Filosofía de la Universidad Católica y después de cinco años se pasa a su alma mater.
Cofundó en 1964 el Centro de Estudios Humanísticos de la Facultad de Ciencias Matemáticas de la Universidad de Chile —con José Echeverría, José Ricardo Morales y su marido, que se convertiría en su primer director— y fue presidenta de la Sociedad Chilena de Filosofía.
Es miembro del Consejo Editorial de Revista Observaciones Filosóficas, ISSN 0718-3712.
Miembro de número de la Academia Chilena de la Lengua (2001), donde ocupa el sillón Nº28, ha sido directora de la Revista de Filosofía de la Facultad de Filosofía de la Universidad de Chile (2001-2011), de la que es profesora titular. * Premio Nacional de Humanidades y Ciencias Sociales, 2011.
Vive con Torretti en Los Dominicos, en una casa de tres niveles y confiesa que le "encanta cocinar" y lo hace todos los días.
Memoria Chilena destaca que "el nombre de Carla Cordua está, sin lugar a dudas, ligado de manera indisoluble a la mejor tradición del pensamiento crítico y filosófico de nuestro país, figurando además dentro del selecto grupo de mujeres, que han logrado abrirse paso en el tantas veces excluyente mundo de la intelectualidad chilena".
Sus investigaciones se centran principalmente "en la obra de tres filósofos de lengua alemana": Kant, Hegel y Wittgenstein, quienes "han sido un tema permanente tanto en su docencia como en las obras que ha publicado a lo largo de su vida", pero no se limitan a ellos, pues "sus intereses también abarcan la obra y el pensamiento de filósofos como Jean-Paul Sartre, Wilhelm Dilthey, Edmund Husserl, Martin Heidegger y Peter Sloterdijk ".

## Premios y reconocimientos
- Premio al Mérito Andrés Bello 2001 (otorgado por la universidad del mismo nombre)[6]
- Finalista del Premio Altazor de Ensayo 2002 con Ideas y concurrencias
- Premio Mejores Obras Literarias Publicadas 2002 por Ideas y concurrencias (Consejo Nacional del Libro y la Lectura)
- Finalista del Premio Altazor de Ensayo 2004 con Cabos sueltos
- Finalista del Premio Altazor de Ensayo 2005 con Nativos de este mundo
- Premio Jorge Millas 2006 (otorgado por la Universidad Austral de Chile)[7]
- Condecoración al Mérito Amanda Labarca 2007[4]
- Premio Altazor de Ensayo 2007 por Partes sin todo[8]
- Finalista del Premio Altazor de Ensayo 2011 con Descifrando la ocasión
- Premio Nacional de Humanidades y Ciencias Sociales 2011 (ex aequo con Roberto Torretti)
- Premio Municipal de Literatura de Santiago 2012, categoría Ensayo, por Pasar la raya
- Premio Mejores Obras Literarias Publicadas 2020 por De todas layas (Consejo Nacional del Libro y la Lectura)

## Obras
- Mundo Hombre Historia. De la filosofía moderna a la contemporánea (1969) Ediciones de la Universidad de Chile, Santiago de Chile
- El concepto de arte en la estética de Hegel, Universidad Complutense de Madrid, T9566. Director: José María Sánchez de Muniaín Gil. Tribunal: José Todolí Duque, Sergio Rábade Romeo, José Luis Pinillos Díaz, Francisco José León Tello
- Idea y figura. El concepto hegeliano de arte (1979), Editorial Universitaria, Río Piedras
- El mundo ético: ensayos sobre la esfera del hombre en la filosofía de Hegel (1ª edición). Barcelona: Anthropos. 1989. ISBN 978-84-7658-145-2.
- Variedad en la razón. Ensayos sobre Kant (1ª edición). Río Piedras: Editorial de la Universidad de Puerto Rico. 1992. ISBN 9780847728350.(con Roberto Torretti)
- Explicación sucinta de la filosofía del derecho en Hegel (1ª edición). Sta. Fe de Bogotá: Temis. 1992. ISBN 9788482725307.
- Gerencia del tiempo: Ensayos sobre Sartre (1ª edición). Mérida de los Andes: Comisión de Publicaciones de la Universidad de los Andes. 1994. ISBN 978-980-221-764-9.
- Wittgenstein. Reorientación de la filosofía (1ª edición). Chile: Dolmen Ediciones S.A. 1997. ISBN 978-956-201-327-7.
- Luces oblicuas (1ª edición). Santiago de Chile: Cuarto Propio. 1997. ISBN 978-956-260-106-1.
- Tratando con el pasado
- Gerencia del Tiempo. Ensayos sobre Sartre
- Filosofía a destiempo: Seis ensayos sobre Heidegger (1ª edición). Chile: Red Internacional del Libro Ltda. 1999. ISBN 978-956-284-088-0. pp. 79–96
- Ideas y ocurrencias (1ª edición). Chile: Red Internacional del Libro Ltda. 2001. ISBN 978-956-284-166-5.
- Cabos sueltos (1ª edición). Chile: Penguin Random House Grupo Editorial. 2003. ISBN 978-956-262-169-4.
- Nativos de este mundo (1ª edición). Chile: Universitaria S.A. 2003. ISBN 978-956-11-1684-9.
- Verdad y sentido en la "crisis" de Husserl (1ª edición). Chile: Red Internacional del Libro Ltda. 2004. ISBN 978-956-284-367-6.
- Partes sin todo (1ª edición). Chile: Penguin Random House Grupo Editorial. 2006. ISBN 978-956-262-249-3.
- Incursiones (1ª edición). Santiago de Chile: Ediciones Universidad Diego Portales. 2007. ISBN 978-956-314-000-2.
- Sloterdijk y Heidegger : la recepción filosófica (1ª edición). Santiago de Chile: Ediciones Universidad Diego Portales. 2008. ISBN 978-956-314-027-9.
- Once ensayos filosóficos (1ª edición). Santiago de Chile: Ediciones Universidad Diego Portales. 2010. ISBN 978-956-314-091-0.
- Descifrando la ocasión: prosas breves (1ª edición). Santiago de Chile: Catalonia. 2010. ISBN 978-956-324-049-8.
- Pasar la raya (1ª edición). Santiago de Chile: Ediciones Universidad Diego Portales. 2010. ISBN 978-956-314-154-2.
- Wittgenstein (1ª edición). Santiago de Chile: Ediciones Universidad Diego Portales. 2013. ISBN 978-956-314-214-3.
- Apuntes al margen (1ª edición). Santiago de Chile: Ediciones Universidad Diego Portales. 2014. ISBN 978-956-314-302-7.
- Perspectivas (1ª edición). Santiago de Chile: Ediciones Universidad Diego Portales. 2017. ISBN 978-956-314-341-6.(con Roberto Torretti)
- Estudios sobre Hegel (1ª edición). Santiago de Chile: Ediciones Universidad Diego Portales. 2019. ISBN 978-956-314-436-9.
- De todas layas (1ª edición). Santiago de Chile: Ediciones Universidad Diego Portales. 2019. ISBN 978-956-314-434-5.